# 高垣町
高垣町（たかがきちょう）は、大阪府高槻市の町丁。丁番を持たない単独町名である。

## 地理
高槻市の中東部に位置する。町域の形状は東西に長い長方形状を呈しており、東端は檜尾川によって萩之庄と、西端は八丁畷町に位置する安満遺跡公園と、北端はJR京都線によって山手町と、南端は阪急京都本線高架によって緑町と隔てられているほか、地区中心部を高槻市道山手緑町線が南北に縦断する。地区内には全域にわたって戸建て住宅を主とする住宅地が広がるが、南隣の緑町に位置する丸大食品の社員寮など集合住宅も複数見られる。

## 歴史
- 1966年（昭和41年）6月1日 : 下・野田・安満の各地区より分離し、高垣町が設置される。

## 世帯数と人口
2024年（令和6年）3月31日現在（高槻市発表）の世帯数と人口は以下の通りである。
| 町丁   | 世帯数   | 人口   |
| ------ | -------- | ------ |
| 高垣町 | 1297世帯 | 2866人 |

## 校区
2022年（令和4年）4月現在、市立小・中学校に通う場合、校区は以下の通りとなる。
| 番・番地等 | 小学校             | 中学校             |
| ---------- | ------------------ | ------------------ |
| 全域       | 高槻市立磐手小学校 | 高槻市立第八中学校 |

## 事業所
2018年（平成30年）現在の経済センサス調査による事業所数と従業員数は以下の通りである。
| 町丁   | 事業所数 | 従業員数 |
| ------ | -------- | -------- |
| 高垣町 | 13事業所 | 29人     |

## 交通
2019年（令和元年）から2021年（令和3年）にかけて、高垣地区の西隣に安満遺跡公園が開業したことに合わせて、高槻市営バス高垣町停留所が新設され、2023年（令和5年）4月1日より前島線の一部バスが地区内に停車することとなった。

## 主な施設
- 丸大食品親和寮
- イシダコーヒー
- 高垣町ひまわり公園
- 高垣町公園
- 高垣町つばき児童遊園